# Farlanders
Farlanders — українська відеогра у жанрі симулятора містобудівництва та покрокової стратегії, яка виконана у вигляді піксельної графіки, розроблена Андрієм Бичковським та випущена компанією Crytivo. Відеогра вийшла для Microsoft Windows та Linux 17 січня 2023 року.

## Ігровий процес
Farlanders є містобудівним симулятором, де основною метою гравця є успішне збудування колонії на поверхні Марса. Гра містить сюжетну кампанію, яка складається з окремих епізодів і допомагає гравцю крок за кроком ознайомитися з усіма базовими механіками гри, від будівництва першого поселення до видобутку рідкісних матеріалів з надр планети.
Історія в Farlanders, як правило в подібних проєктах, є не дуже важливим елементом гри, але вона може допомогти гравцеві краще осягнути базові механіки гри. У ролі Марко, нового працівника однієї з корпорацій, які займаються тераформуванням Марса, гравець буде проходити крок за кроком кампанію, яка охоплює наради з начальством, листування з матір'ю на Землі, відеоблоги від хейтерів і безліч всяких записок. На початку місій або між ними можуть бути мінімальні наративні вставки, але історія зазвичай зводиться до мінімуму, аби гравець міг більше зосередитися на механіках гри. Коли ви розбудовуєте своє місто та залучаєте нових мешканців до своєї колонії, поступово відкривається доступ до різноманітних можливостей розвитку за допомогою дерева технологій. Умовно розвиток можна поділити на 3 категорії: покращення побуту поселенців, покращення фермерства й покращення видобутку ресурсів.
Farlanders пропонує базовий набір механік містобудівного жанру, таких як розбудова поселення з урахуванням дефіциту ресурсів, налагодження інфраструктури та підтримання гарного настрою ваших поселенців. Однак, гра має покрокову систему, яка дозволяє гравцям розраховувати всі свої ходи достатньо ретельно, не турбуючись про обмеження по часу, що відрізняє Farlanders від інших містобудівних симуляторів. Гра кидає виклик гравцям ще до посадки: рельєф Марса включає безліч каньйонів, пусток і гір, тому знайти ідеальне місце для корабля з колоністами не так просто. Проте, є допоміжні інструменти тераформування, які дозволяють змінювати поверхню планети кожні декілька ходів, пропонуючи декілька варіантів ландшафту. Наприклад, можна зрівняти поверхню, вибивши гори, або перетворити пустелю на ґрунт для фермерства. Оскільки поверхня поділена на квадрати, іноді важко розмістити елементи дизайну поверхні правильно. Тераформи мають різні ефекти та умови успішного використання, тому вибір відповідного може бути складним завданням. Крім того, рельєф впливає на інфраструктуру, але її можна просто з'єднати відповідною мережею.

## Розробка
Андрій Бичковський спочатку мав намір перезапустити свою гру Undervault з вдосконаленою графікою, але його спроба зібрати кошти через краудфандинг була невдалою, оскільки не вдалося привернути достатньо людей, які б підтримали його ідею та забезпечили продажі. Разом з тим, його рання версія гри Farlanders став досить популярним на itch.io, тому після невдачі з краудфандингом, Андрій вирішив розробляти цю гру та жити на заощадження. Починаючи з 2019 року, він планував завершити розробку Farlanders за один рік, але насправді цей процес зайняв три роки та чотири місяці, завдяки фінансовій підтримці від видавців, гра була розширена та стала значно більш масштабною. Він був скептично налаштований через досвід спілкування з видавцями, наприклад, з польським, який пропонував ділити дохід 50 на 50 та передати їм інтелектуальну власність на гру. Це не принесло результатів, тож компанія просто вийшла з перемовин. Коли він дізнався про Crytivo, не очікував нічого, але вже пів року працював над грою та шукав партнерів. Farlanders не мав красивої графіки та анімацій, тому не був дуже привабливим для інвесторів. Він відчував, що видавець міг би допомогти з просуванням гри. Crytivo запропонували запустити Kickstarter з умовою, що якщо краудфандинг буде неуспішним, то співпраця буде завершена. Розробник погодився, бо вважав це безпрограшним варіантом. Випуск прологу та відгуки допомогли зрозуміти проблеми та слабкі місця гри. Kickstarter зібрав близько 15 000 доларів, до яких видавець додав ще грошей. Розробник найняв програміста і разом вони додали нові механіки та підземні рівні, викидали все зайве, поступово гра дійшла до теперішнього стану.